# Dianthidium parkeri
Dianthidium parkeri är en biart som beskrevs av grigarick, Stange och > 1964. Dianthidium parkeri ingår i släktet Dianthidium och familjen buksamlarbin. Inga underarter finns listade i Catalogue of Life.